# Raión de Rylsk
El raión de Rylsk (ruso: Ры́льский райо́н) es un distrito administrativo y municipal (raión) ruso perteneciente a la óblast de Kursk. Se ubica en el oeste de la óblast. Su capital es Rylsk.
En 2021, el raión tenía una población de 29 859 habitantes.
El raión es fronterizo al oeste con Ucrania. Como consecuencia de la invasión rusa de Ucrania, desde 2022 este raión es uno de los lugares más peligrosos de Rusia. El 9 de agosto de 2024, al comenzar la incursión ucraniana sobre Kursk, varias zonas rurales del oeste del raión fueron evacuadas, y parte de la franja fronteriza es desde entonces una zona despoblada y militarizada.

## Subdivisiones
Comprende la ciudad de Rylsk (la capital, que forma un ayuntamiento urbano sin pedanías) y 131 localidades rurales. A efectos de autogobierno local (descentralización), estas últimas se agrupan en catorce asentamientos rurales, que reciben el nombre tradicional de selsovet (сельсовет), y que son los siguientes:
- Berézniki
- Dúrovo
- Ivánovskoye
- Kózino
- Krupets
- Malognéushevo
- Mijáilovka
- Nekrásovo
- Nejáyevka
- Nikólnikovo (sede del ayuntamiento en Makéyevo)
- Oktiábrskoye (sede del ayuntamiento en Stepánovka)
- Prígorodniaya Slobodka
- Studenok
- Shchókino

El actual mapa de autogobierno local data de varias fusiones de ayuntamientos que tuvieron lugar en 2010-2017. Sin embargo, a efectos de división territorial de los órganos internos federales y de la óblast (desconcentración), se sigue dividiendo en los veintiocho gobiernos locales que se habían definido en 2004, y que crearon sus ayuntamientos conforme a dicho mapa en 2006. Los trece selsovety que siguen existiendo como áreas administrativas, pero desde 2010-2017 sin ayuntamiento, son:

- Lókot (integrado en 2010 en Kózino)
- Popovka (integrado en 2010 en Nikólnikovo)
- Bolshegnéushevo (integrado en 2010 en Nikólnikovo)
- Gorelújovo (integrado en 2010 en Nikólnikovo)
- Kostrová (integrado en 2010 en Berézniki)
- Kapystichi (integrado en 2010 en Berézniki)
- Artiúshkovo (integrado en 2010 en Nekrásovo)
- Bolshenízovtsevo (integrado en 2010 en Nekrásovo)
- Akímovka (integrado en 2010 en Studenok)
- Aleksándrovka (integrado en 2010 en Studenok)
- Novoivánovka (integrado en 2010 en Krupets)
- Bobrovo, que tenía la sede del ayuntamiento en Kuliga (integrado en 2017 en Dúrovo)
- Lomákino, que tenía la sede del ayuntamiento en Svoboda (integrado en 2017 en Dúrovo)